# Dutch Open 1934
Die Dutch Open 1934 im Badminton fanden vom 17. bis zum 18. März 1934 im Nutszaal in Rotterdam statt.

## Sieger und Platzierte
| Disziplin    | Gold                        | Silber                   | Bronze                           |
| ------------ | --------------------------- | ------------------------ | -------------------------------- |
| Herreneinzel | Sven Strømann               | Kaj Andersen             | K. Sandvad                       |
| Herreneinzel | Sven Strømann               | Kaj Andersen             | J. P. H. Woltman                 |
| Dameneinzel  | Bodil Clausen               | Tonny Olsen              | Co Jansen                        |
| Dameneinzel  | Bodil Clausen               | Tonny Olsen              | Annie W. Ernst                   |
| Herrendoppel | K. Sandvad Sven Strømann    | Kaj Andersen Kjær        | W. E. Dingemans J. P. H. Woltman |
| Herrendoppel | K. Sandvad Sven Strømann    | Kaj Andersen Kjær        | Fr. Ernst Bloch                  |
| Damendoppel  | Bodil Clausen Tonny Olsen   | Co Jansen Annie W. Ernst |                                  |
| Mixed        | Sven Strømann Bodil Clausen | J. de Haas Co Jansen     | J. P. H. Woltman Annie W. Ernst  |
| Mixed        | Sven Strømann Bodil Clausen | J. de Haas Co Jansen     | Kjær Tonny Olsen                 |

## Finalergebnisse
| Disziplin    | Sieger                      | Finalist                 | Ergebnis          |
| ------------ | --------------------------- | ------------------------ | ----------------- |
| Herreneinzel | Sven Strømann               | Kaj Andersen             | 15–0, 8–15, 15–12 |
| Dameneinzel  | Bodil Clausen               | Tonny Olsen              | 11–5, 1–11, 14–12 |
| Herrendoppel | K. Sandvad Sven Strømann    | Kaj Andersen Kjær        | 15–3, 15–3        |
| Damendoppel  | Bodil Clausen Tonny Olsen   | Co Jansen Annie W. Ernst | 15–3, 15–6        |
| Mixed        | Sven Strømann Bodil Clausen | J. de Haas Co Jansen     | 15–4, 15–0        |